# 以色列海军博物馆
32°49′48″N 34°58′17″E / 32.83000°N 34.97139°E

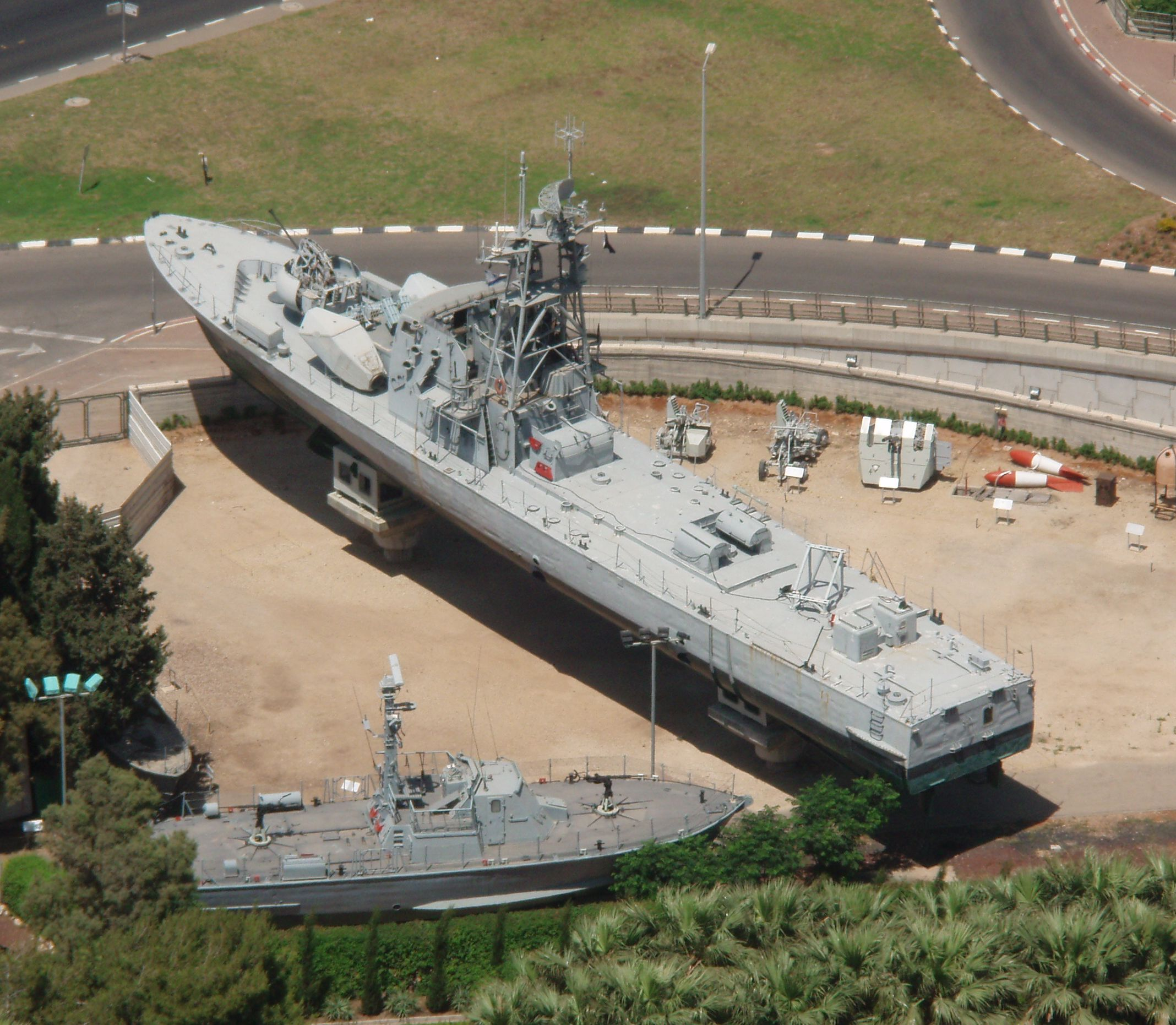

以色列海军博物馆（Israeli Navy Museum）是位于以色列海法的一座专门展示以色列海军历史和文化的博物馆。

## 更多資訊
- Israeli Navy Museum